# Pietro Francisci
Pour les articles homonymes, voir Francisci.
Pietro Francisci est un réalisateur, scénariste et monteur italien né le 9 septembre 1906 à Rome en Italie, décédé dans la même ville le 1er mars 1977.

## Biographie
Pietro Francisci, diplômé en droit, s'oriente finalement vers le cinéma. Il devient réalisateur de documentaires entre 1935 et 1945. Dès la fin des années 40, il réalise plusieurs films historiques. Avec La Reine de Saba (1952) et Attila, fléau de Dieu (1954), Francisci se lance dans le péplum. Il peut être considéré comme le père du péplum des années 50-60. Les Travaux d'Hercule (1958), La Charge de Syracuse (1960) et Sapho, Vénus de Lesbos (1960) sont les plus remarquables films de cette période. Son dernier film Simbad le calife de Bagdad est réalisé en 1973. Il meurt à Rome en 1977. 

## Filmographie

### Réalisateur
- 1934 : Rapsodia in Roma
- 1934 : La mia vita sei tu (it)
- 1941 : Edizione straordinaria (it)
- 1945 : Il cinema delle meraviglie (it)
- 1946 : Io t'ho incontrata a Napoli (it)
- 1947 : Noël au camp 119 (Natale al campo 119)
- 1949 : Saint Antoine de Padoue (Antonio di Padova)
- 1950 : Le Prince pirate (Il leone di Amalfi)
- 1952 : Le Prince esclave (Le meravigliose avventure di Guerrin Meschino)
- 1952 : La Reine de Saba (La regina di Saba)
- 1954 : Attila, fléau de Dieu (Attila)
- 1956 : Roland, prince vaillant (Orlando e i Paladini di Francia)
- 1958 : Les Travaux d'Hercule (Le fatiche di Ercole)
- 1959 : Hercule et la Reine de Lydie (Ercole e la regina di Lidia)
- 1960 : Sapho, Vénus de Lesbos (Saffo, venere di Lesbo)
- 1960 : La Charge de Syracuse (L'assedio di Siracusa)
- 1963 : Hercule, Samson et Ulysse (Ercole sfida Sansone)
- 1966 : Destination : planète Hydra (2+5 missione Hydra)
- 1973 : Simbad le calife de Bagdad (Simbad e il califfo di Bagdad)

### Scénariste
- 1934 : La mia vita sei tu
- 1947 : Noël au camp 119 (Natale al campo 119)
- 1949 : Antonio di Padova
- 1950 : Le Prince pirate (Il leone di Amalfi)
- 1952 : La Reine de Saba (La regina di Saba)
- 1958 : Les Travaux d'Hercule (Le fatiche di Ercole)
- 1959 : Hercule et la Reine de Lydie (Ercole e la regina di Lidia)
- 1960 : Sapho, Vénus de Lesbos (Saffo, venere di Lesbo)
- 1960 : La Charge de Syracuse (L'Assedio di Siracusa)
- 1963 : Hercule, Samson et Ulysse (Ercole sfida Sansone)
- 1966 : Destination: planète Hydra (2+5: Missione Hydra)
- 1973 : Simbad le calife de Bagdad (Simbad e il califfo di Bagdad)

### Monteur
- 1934 : La mia vita sei tu
- 1966 : Destination: planète Hydra (2+5: Missione Hydra)
- 1973 : Simbad le calife de Bagdad (Simbad e il califfo di Bagdad)